# Церковь Успения Пресвятой Богородицы в Вешняках
Церковь Успения Пресвятой Богородицы в Вешняках — православный храм в районе Вешняки города Москвы. Относится к Рождественскому благочинию Московской епархии.
Главный престол нижнего храма освящён в честь праздника Успения Пресвятой Богородицы, придел — в честь преподобного Сергия Радонежского. Главный престол верхнего храма освящён в честь праздника Воскресения словущего, приделы — в честь Николая Чудотворца (южный), в честь пророка Илии (северный), в честь святой мученицы Татианы (приставной).
Близ храма расположено Вешняковское кладбище.

## История

### История района

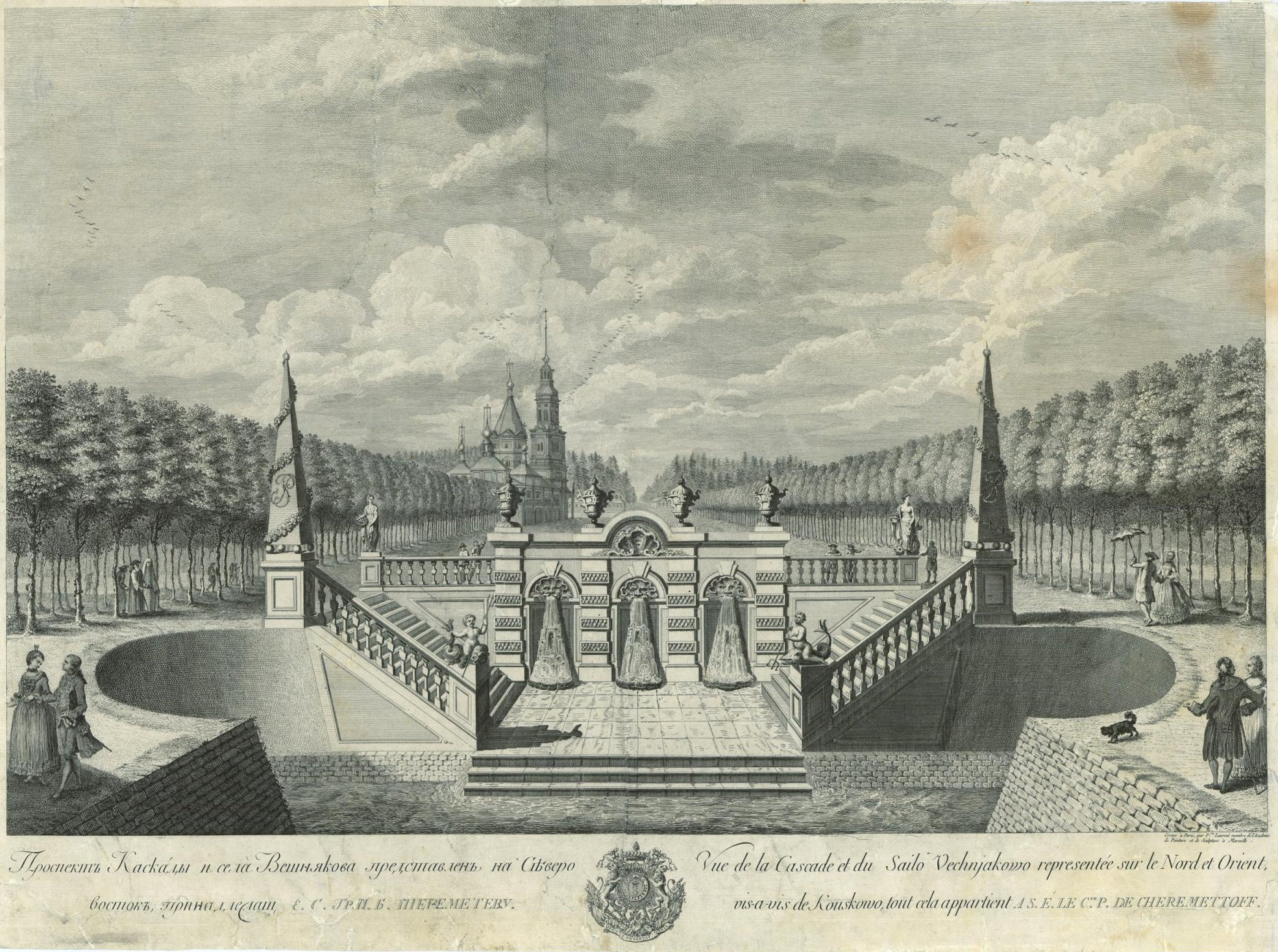
Проспект Каскады и села Вешняково. Вдали Успенская церковь. Гравюра Михаила Махаева. 1770-е годы

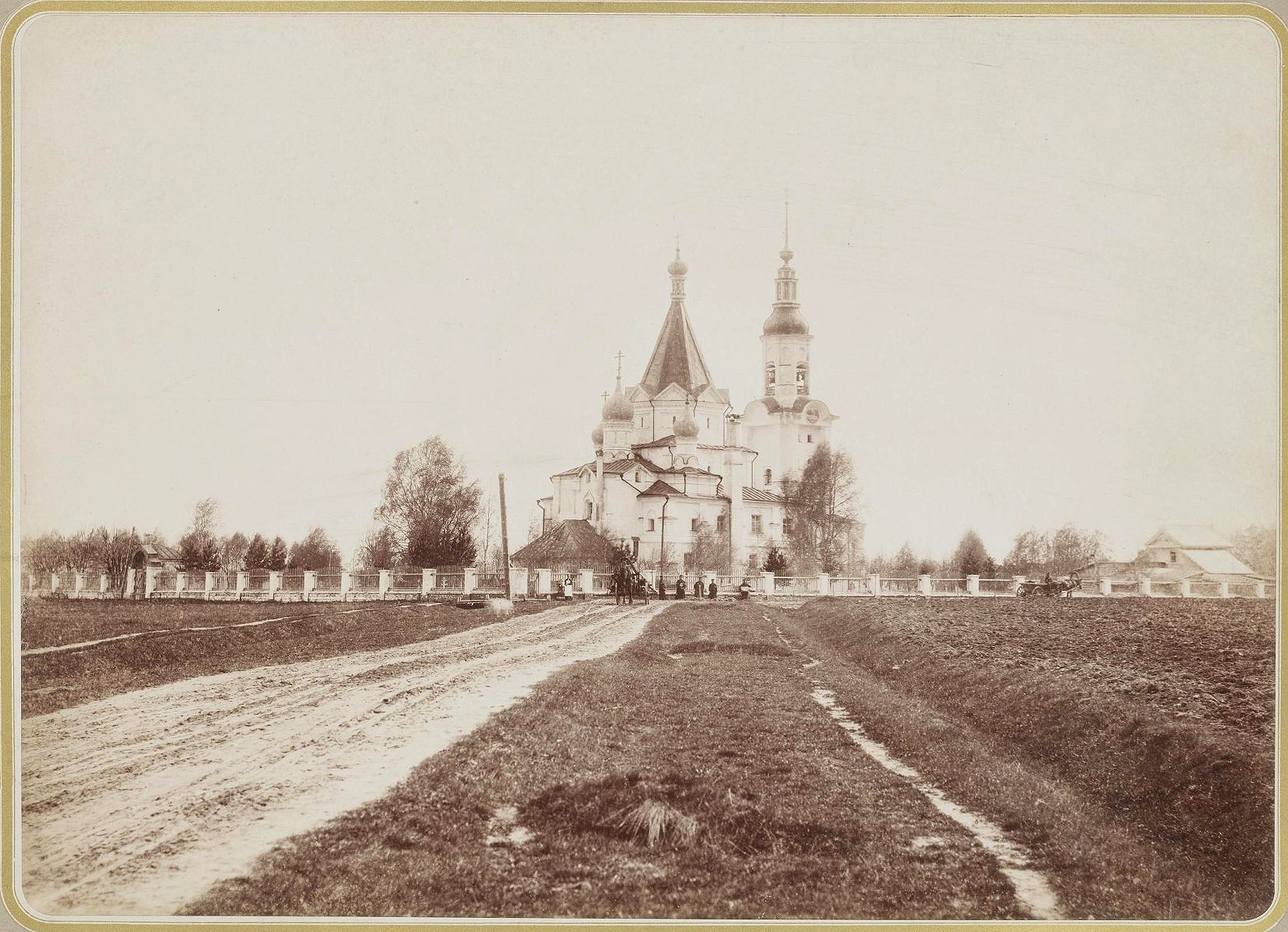
Церковь Успения Пресвятой Богородицы в Вешняках. 1886

Успенская церковь расположена на территории старинного поместья Вешняково [Вишняково], впервые упоминающегося в летописях XVI века. Как и соседнее Кусково, Вешняково связано с боярской фамилией Шереметевых.
Успенская церковь была построена Фёдором Шереметевым в 1644—1646 годах по обету. В эти годы Фёдор Шереметев занимал одно из ключевых мест в российском правительстве. В 1646 году он ушёл в отставку, а в 1649 году принял иноческий чин в Кирилло-Белозерском монастыре и назван был в постриге Феодосием.

### Успенская церковь
Храм возвышался на высоком подклете, окружённом с трёх сторон галереей, первоначально открытой. Вместо купола здание храма завершалось шатром. Через несколько лет после окончания основного строительства было принято решение пристроить к храму симметричные приделы, также увенчанные шатрами. В 1655 году Патриарх Никон, к которому обратились за разрешением на строительство, в храмозданной грамоте отметил, что «…главы б на тех приделах были круглые, а не островерхие». Патриарх Никон был противником шатровых храмов и предписывал строить новые церкви «о единой, о трех, о пяти главах, а шатровые церкви отнюдь не строить». В конце XVII века к храму была пристроена колокольня.
При князе Алексее Михайловиче Черкасском (1680—1742) в 1734 году колокольню надстроили и увенчали шпилем (с разрешения Святейшего синода). В те же годы, 1732—1734, храм был заново отштукатурен и перекрашен в бордовый цвет.
В 1743 году дочь князя Черкасского княжна Варвара Алексеевна вышла замуж за графа Петра Борисовича Шереметева, и Вешняково возвращается к Шереметевым как приданое. Шереметев в 1740—1750-е годах начала постройку усадьбы в Кусково, один из основных проспектов начинался в усадьбе и заканчивался площадью, в центре которой располагался вешняковский Воскресенский храм (так он назывался в то время). Его колокольню в 1759 году увенчали высоким шпилем, а в 1761 году заканчивается полный ремонт храма.
Во время владения селом графом Дмитрием Николаевичем Шереметевым (1803—1871) был восстановлен центральный иконостас верхнего храма. В 1848 году храм был полностью расписан и заново освящён. В 1880 году верхний храм был основательно отреставрирован и заново освящён, а в 1888 году был отреставрирован нижний храм, в котором установили новый иконостас из белого итальянского мрамора, и заново освящён.
В течение более чем 300-летней истории Успенской церкви её несколько раз реставрировали изнутри и снаружи. На одном из участков внешней стены во время последней реставрации было обнаружено девять слоёв охры и три слоя масла. Среди цветов, в которые был выкрашен храм, присутствуют бордовый, красный, изумрудный, темно- и светло-жёлтый.

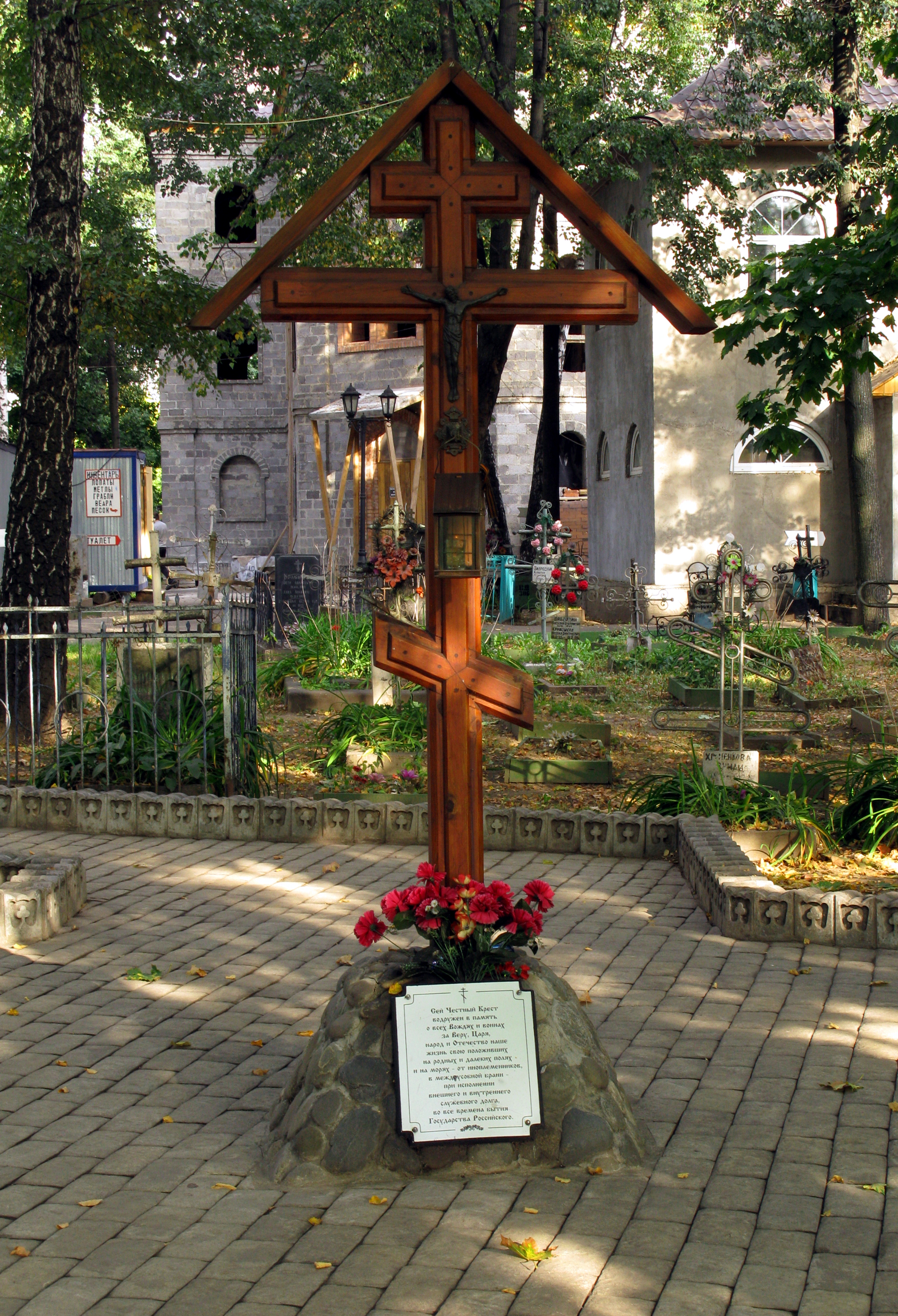
Памятный крест на церковном кладбище, посвящённый воинам, погибшим за Веру, Царя, народ и Отечество наше

Успенскую церковь окружает старое приходское кладбище, на котором похоронены жители близлежащих сел — Кусково, Вешняково, Выхино, Вязовка, а также те, кто поселился здесь позднее, когда в связи со строительством в 1880 году Рязанского направления железной дороги село постепенно превращается в крупный пригородный посёлок Вешняки.

### Советский период
22 мая 1922 года большевики вывезли из храма множество церковных ценностей, включая драгоценные чаши, сосуды, дарохранительницу, напрестольные кресты и Евангелие.
С 1935 года по день ареста 19 ноября 1937 года в храме служил протоиерей Иоанн Янушев, казнённый большевиками 8 декабря 1937 года на Бутовском полигоне под Москвой. 17 июля 2002 года отец Иоанн причислен к лику святых новомучеников Российских постановлением Священного синода для общецерковного почитания.
Успенская церковь была закрыта накануне Великой Отечественной войны, в 1940 году. В военные годы в здании храма был оборудован военный склад и ремонтные мастерские.
После войны храм снова разрешили открыть (называя его церковью Воскресения Словущего), 25 января 1947 года в день памяти святой мученицы Татьяны в храме были возобновлены богослужения в нижнем Успенском храме. Несмотря на все трудности, удалось сохранить часть церковных ценностей, в том числе старинные иконы. Часть икон сильно пострадала от сырости и перепадов температуры, так как до этого хранилась на колокольне.
В верхнем храме Воскресения Словущего в 1948 году был восстановлен правый придел святителя Николая, а левый придел был освящён в честь пророка Илии.
После проведённой реконструкции холодный верхний храм становится тёплым, зимним. В 1951 году на отремонтированной колокольне была установлена чаша со шпилем.
В 2003 году при настоятеле Никоне (Миронове) начался очередной ремонт храма: укрепили фундамент, крышу покрыли медью, обновили храмовую живопись. Был отлит также новый набор храмовых колоколов.

## Настоятели храма
В 1910—1920-е годы настоятелем храма был епископ Иоанн (Василевский).
С октября 2002 года до июля 2013 года — настоятелем храма был епископ Никон (Миронов) (до 1999 года епископ Екатеринбургский и Верхотурский).
С июля 2013 года настоятелем храма является митрополит Ростовский и Новочеркасский Меркурий (Иванов)
31 января 2019 года указом патриарха Московского и всея Руси Кирилла настоятелем храма назначен иеромонах Афанасий (Иванов).

## Духовенство
- Протоирей Василий Клочков
- Иерей Александр Подпалов
- Иерей Димитрий Сериков
- Протодиакон Александр Каргин

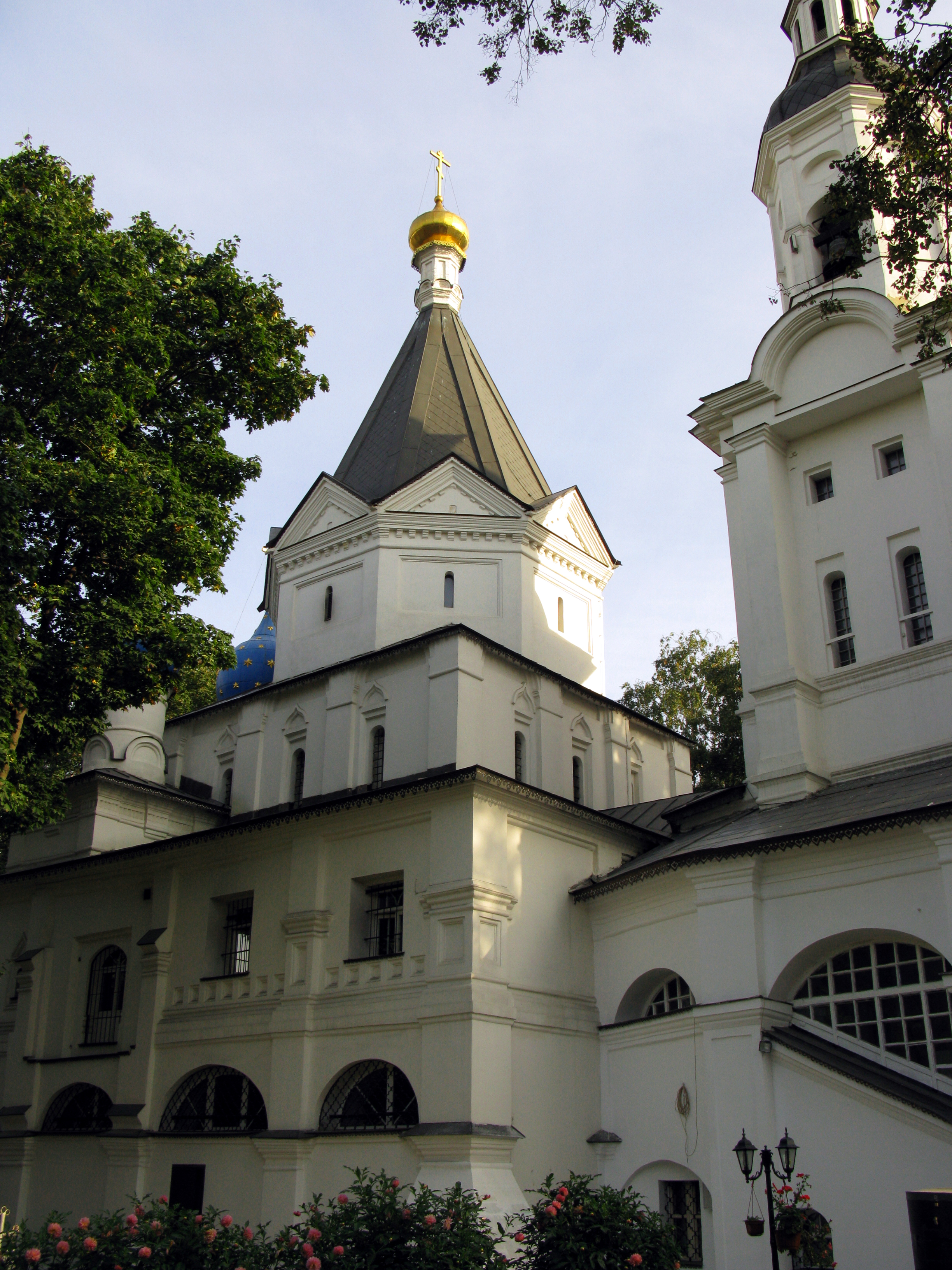
Вид с северо-западной стороны
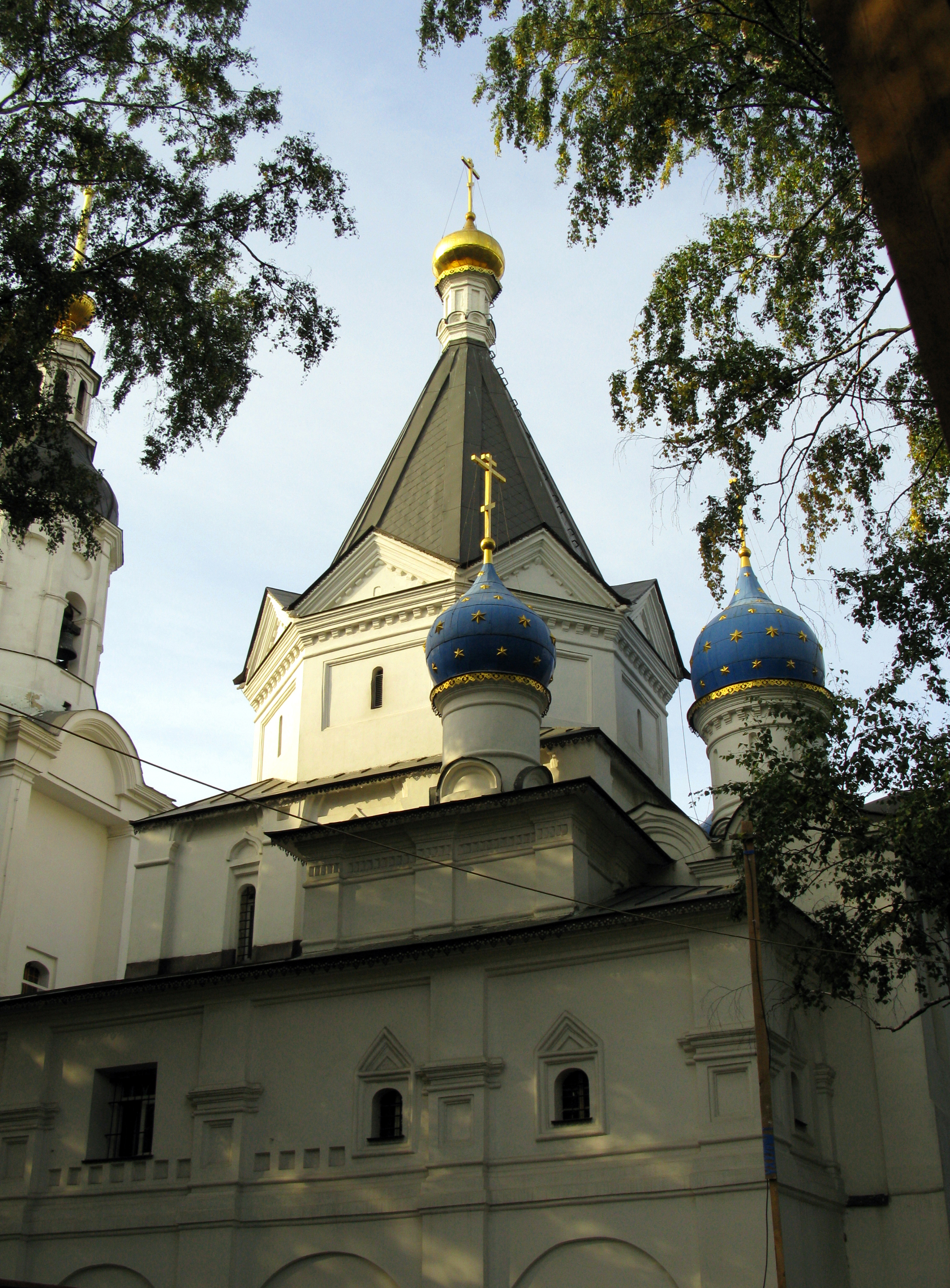
Вид с юго-восточной стороны
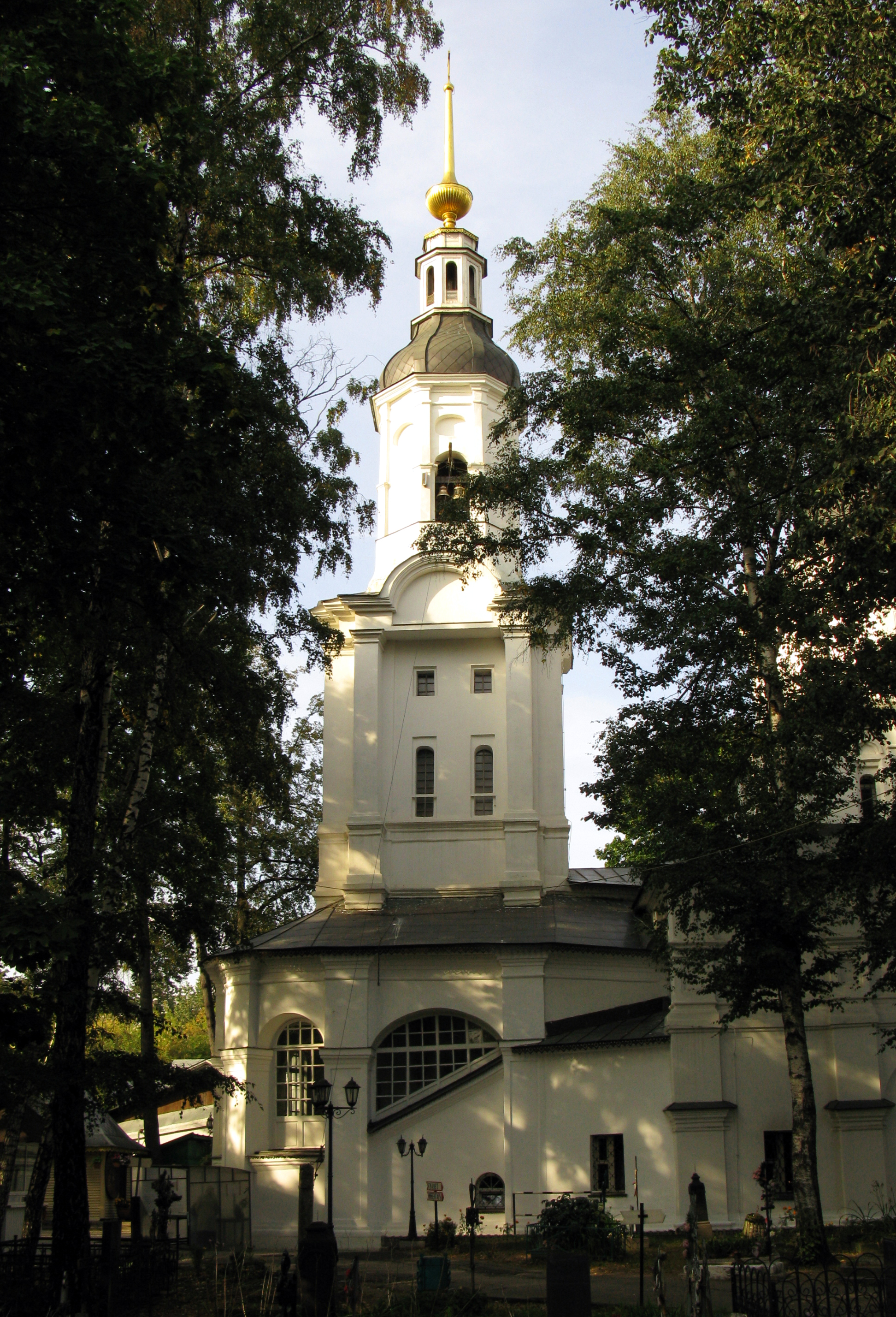
Колокольня храма